# Instituto Americano de Arquitetos
O Instituto Americano de Arquitetos (em inglês:  American Institute of Architects) é uma organização profissional que representa os interesses dos arquitetos nos Estados Unidos, fundada em 1857. Localiza-se em Washington, DC.
Conta com mais de 83.500 arquitetos licenciados e profissionais associados. Os membros da instituto aderem a um código de ética e de conduta profissional que assegura a clientes, o público e colegas da profissão o cumprimento dos padrões da prática profissional.